# UPC Broadband
Pour les articles homonymes, voir UPC.
UPC Broadband, originellement United Philips Cable puis United Pan-Europe Communications, est une filiale européenne du groupe Liberty Global, leader mondial de la télévision par câble.
- UPC Autriche (UPC Austria (de)) qui a donné son nom au stade UPC-Arena de Graz-Liebenau, racheté en 2018 par Magenta Telekom (en) (anciennement T-Mobile Austria, filiale de Deutsche Telekom.
- UPC France, a été racheté en juillet 2006 par Noos (Ypso holding) avant d'être intégré à Numericable puis SFR Group en 2016.
- UPC Hollande (UPC Nederland B.V. (nl)), fusionné en 2015 avec Ziggo (en), puis en 2016 avec Vodafone Netherlands (en) pour former VodafoneZiggo (en) (50% Vodafone, 50% Liberty Global).
- UPC Hongrie (UPC Magyarország), racheté par Vodafone en 2018 et absorbé par Vodafone Hungary (en)
- UPC Irlande (UPC Ireland), renommé en 2015 Virgin Media Ireland (en)
- UPC Pologne (UPC Polska (pl)), racheté par Iliad en 2021 via sa filiale polonaise Play[1]
- UPC Roumanie (UPC România (ro)), racheté par Vodafone en 2019 et fusionné dans Vodafone Romania (en)
- UPC Slovaquie (UPC Slovakia)
- UPC Suisse opérateur suisse de télévision, radio, internet et téléphonie
- UPC Tchéquie (UPC Česká republika), racheté par Vodafone et absorbé par Vodafone Czech Republic (en)